# Эрдели, Яков Егорович
Я́ков Его́рович (Георгиевич) Эрде́ли (1856—1919) — минский губернатор, член Государственного совета по выборам.

## Биография
Православный. Из потомственных дворян Херсонской губернии. Сын херсонского помещика Георгия Яковлевича Эрдели, младший брат Иван Георгиевич — военачальник, генерал от кавалерии, один из основателей Добровольческой армии.
В 1877 году окончил Александровский лицей и поступил на службу по Министерству внутренних дел с откомандированием в распоряжение Рязанского губернатора. В ноябре того же года, на правах вольноопределяющегося, перешёл на военную службу в лейб-гвардии Гусарский Его Величества полк. В марте 1879 года был произведён в корнеты, а в мае того же года уволился от военной службы для поступления на гражданскую.
В 1882 году поселился в своем имении в Елисаветградском уезде Херсонской губернии, где посвятил себя ведению хозяйства и общественной деятельности. Избирался гласным Елисаветградского уездного земства (с 1882), почётным мировым судьей Елисаветградского уезда (с 1882), елисаветградским уездным предводителем дворянства (1892—1902), председателем Херсонской губернской земской управы (1906). С 1887 по 1905 год земское собрание избирало Эрдели почётным попечителем и председателем правления Елисаветградского земского реального училища, впоследствии Яков Егорович оставался его почётным попечителем. В 1903 году, по представлению министра народного просвещения, был произведён в действительные статские советники.
В июле 1906 года был назначен Минским губернатором и пробыл на этом посту более шести лет. В это время в губернии, среди прочего, были введены земские учреждения. Также был избран почётными мировым судьёй Минского уезда. За административную деятельность в губернии был пожалован несколькими орденами.
В октябре 1912 года был избран в члены Государственного Совета от Херсонского земства. В Государственном совете примкнул к группе центра, участвовал в работе многих комиссий.
Убит большевиками во время Красного террора:

В Елизаветграде отыскано и предано земле тело бывшего екатеринославского губернатора Эрдели, брата главноначальствующего Торско-Дагестанского края. Большевики арестовывали его три раза. Четвёртый раз арестованный генерал Эрдели был подвергнут мучительным пыткам: под ногти вбивались иголки, затем ногти срывались вовсе с кусками тела. Останки замученного были брошены в помойную яму.

## Семья
Был женат на Вере Петровне Живкович. Их дети:
- Сын Георгий (1883—1954), выпускник МВТУ, инженер. Участник Первой мировой войны, подпоручик, кавалер Георгиевских крестов 3-й и 4-й степеней. Остался в Советской России, неоднократно арестовывался, в 1941—1946 года жил в ссылке[2].
- Дочь Ольга (Окулич)
- Дочь Раиса (Сулейман), Крещена 07.05.1887 г. в Георгиевской церкви сел. Эрделиевки Елисаветградского уезда. С 1899 г. воспитывалась в Одесском институте благородных девиц имп. Николая I . Замужем за Николай Александрович Сулейман. Умерла и похоронена в г. Москве.

Внучка Ольга — известная арфистка, профессор Московской консерватории.

## Награды
- Орден Святого Владимира 3-й ст. (1906)
- Орден Святого Станислава 1-й ст. (1908)
- Орден Святой Анны 1-й ст. (1911)

- медаль «В память царствования императора Александра III» (1896)
- медаль «За труды по первой всеобщей переписи населения» (1897)
- медаль «В память 300-летия царствования дома Романовых» (1913)

иностранные:
- персидский Орден Льва и Солнца 2-й ст. (1909)